# Neodiogmites atriapex
Neodiogmites atriapex là một loài ruồi trong họ Asilidae. Neodiogmites atriapex được Carrera & Papavero miêu tả năm 1962. Loài này phân bố ở vùng Tân nhiệt đới.